# گلن ترنر (بازیکن هاکی)
گلن ترنر (انگلیسی: Glenn Turner؛ زادهٔ ۱ مهٔ ۱۹۸۴) بازیکن هاکی روی چمن اهل استرالیا است.